# Всеукраїнське об'єднання «Свобода»
Всеукраї́нське об'є́днання «Свобо́да» — українська консервативно-націоналістична партія, зареєстрована в 1995 році, однак діяла з 1991 року. До лютого 2004 року мала назву Соціал-Національна партія України. Лідер партії — Олег Тягнибок.
У 2009 та під час місцевих виборів 2010 року в Галичині партія досягла значних успіхів і стала основною силою в місцевих органах влади. У 2012 році після парламентських виборів «Свобода» отримала свої перші місця в Верховній Раді України. Політична сила брала активну участь у Євромайдані. Після втечі Януковича та створення нової коаліції партія увійшла до парламентської більшості й отримала місця в уряді Арсенія Яценюка.
Однак за результатами позачергових виборів до Верховної Ради 2014 року «Свобода» не пройшла прохідний бар'єр в багатомандатному окрузі, набравши 4.71 % голосів при необхідному мінімумі у 5 %. Представники ВО «Свобода» здобули кілька місць у Верховній Раді за результатами виборів в одномандатних округах, однак не увійшли до новоствореної правлячої коаліції та не отримали місць як у новому уряді Арсенія Яценюка, так і в наступному уряді Володимира Гройсмана. При цьому «Свобода» зберегла політичне представництво в 15 обласних радах за результатами місцевих виборів 2015 року та у 6 обласних радах за результатами місцевих виборів 2020 року.

## Політична програма

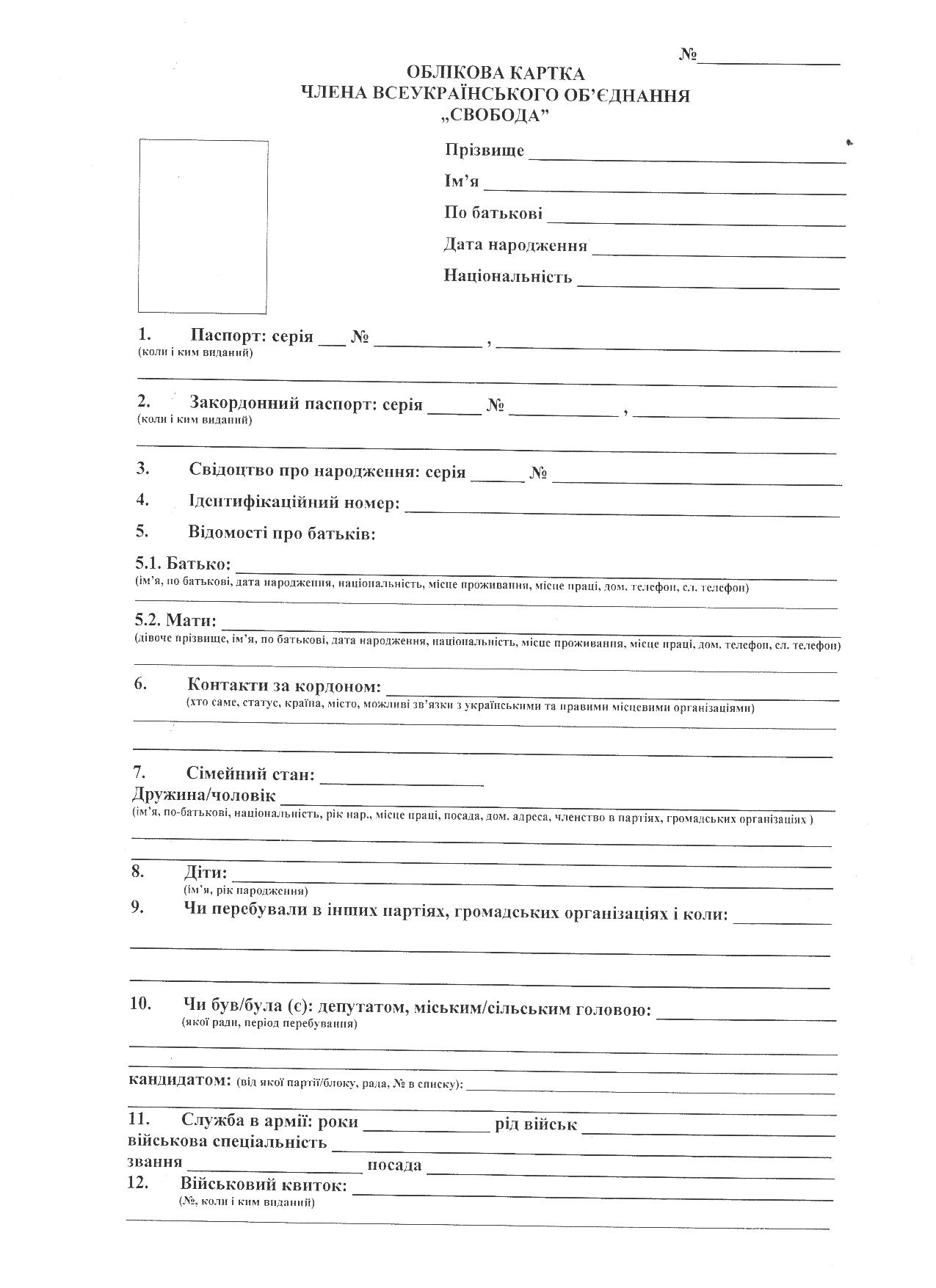
Картка, яку заповнюють охочі вступити до ВО «Свобода»

- Влада і суспільство. Люстрація влади,[13] графа «національність» у паспорті та свідоцтві про народження,[14] кримінальна відповідальність за будь-які прояви українофобії,[15] адміністративно-територіальна реформа України,[16] скасування депутатської недоторканності та зменшення кількості народних депутатів до 300,[17] Україна як президентсько-парламентська республіка,[18] підвищення ролі місцевого самоврядування,[19] вільне набування та володіння вогнепальною і холодною зброєю[20];
- Народне господарство. Енергетична незалежність України,[21] реформування житлово-комунального господарства,[22] єдиний соціальний податок,[23] ухвалення нового Земельного,[24] Податкового,[25] Трудового[26] кодексів, націоналізація стратегічних підприємств; введення прогресивної системи оподаткування; заборона на продаж земель сільськогосподарського призначення іноземцям, створення Державного земельного банку; забезпечення участі працівників в управлінні і розподілі прибутків підприємств; підтримка незалежних профспілок;
- Здоров'я нації. Обов'язкове державне соціальне медичне страхування,[27] державна програма культивування в суспільстві здорового способу життя,[28] політика економічного протекціонізму вітчизняної фармацевтичної промисловості й медичного приладобудування,[29] державна житлова програма,[30] заборона реклами тютюнових виробів й алкогольних напоїв[31];
- Громадянство і міграція. Ухвалення нового Закону про громадянство,[32] заборона подвійного громадянства,[33] заборона усиновлення українських дітей іноземцями,[34] суворі антиімміграційні заходи[35];
- Інформаційний простір, освіта і наука. Посилений курс на українізацію[36] та контроль за нею,[37] пільги для українськомовної продукції,[38], створення єдиної Української помісної церкви, українськомовного програмного забезпечення[39];
- Історична справедливість. Вказати в Конституції України правонаступність Української Держави,[40] визнати факт окупації України більшовицькою Росією у 1918—1991 рр.,[41] добитися від Верховної Ради України, ООН, Європарламенту, парламентів країн світу визнання геноциду українців у ХХ ст.,[42] відкрити всі архіви ВНК-ДПУ-НКВС-МДБ-КДБ,[43] сувора кримінальна відповідальність за публічне заперечення Голодомору як геноциду української нації,[44] геройський статус ОУН-УПА,[45] оголосити 14 жовтня Днем Української Зброї та скасувати День захисника Вітчизни,[46] ліквідація та заборона використання знущальних щодо українців імперсько-більшовицьких символів, відзначення дат, пам'ятників і назв на честь катів України,[47] заборона комуністичної ідеології як людиноненависницької,[7] вимагати від Москви офіційного визнання, вибачення та компенсації за геноцид українців, добитися від неї повернення вкрадених заощаджень громадян України часів СРСР, наполягати на передачі Україні належної їй частки Алмазного фонду, золотих і валютних запасів, закордонного майна колишнього СРСР[48];
- Зовнішня політика й оборона. Курс на європейський україноцентризм,[49] вихід з СНД, ЄЕП, ЄврАзЕС,[50] створення та розбудова Балто-Чорноморського Союзу,[51] візовий режим з Росією,[52] реформування ЗСУ,[53] відновлення ядерного статусу України,[54] виведення російських військових баз з української території[55] та посилена співпраця з НАТО і членами ядерного клубу;[56]
- Крим і Севастополь. Всеукраїнський референдум про зміну статусу Криму з автономного на обласний та скасування спеціального статусу міста Севастополь[57], розірвати Харківські угоди Януковича-Мєдвєдєва[58], суворий контроль за пересуванням іноземних військовослужбовців територією України[59], державна програма інтеграції в українське суспільство його кримської частини[60], безперешкодний доступ українцям Криму до українськомовних ЗМІ та навчання рідною мовою[61].

## Структура партії
До центральних органів належать: З'їзд, Політрада, Політвиконком, Голова, Контрольно-ревізійна комісія, Партійний суд. Місцеві партійні організації утворені відповідно до адміністративно-територіального ділення України і включають обласні, міські, районні, районні у містах, селищні та сільські організації.

## Вибори
Партія брала участь у парламентських виборах:
- 1998 року у складі виборчого блоку «Менше слів»[63], набравши 0,16 % голосів в багатомандатному окрузі[63].
- 2006 року, набравши 0,36 % голосів[64]
- На позачергових Парламентських виборах 2007 року партія набрала 0,76 % (178 660 голосів), що є вдвічі більше, ніж на минулих виборах. Найбільше партію підтримала Галичина: Тернопільська (3,44 %), Івано-Франківська (3,41 %) та Львівська (3,06 %) області. Також більше відсотка партія набрала у Волинській (1,45 %), Рівненській (1,12 %) областях та місті Київ (1,25 %). В закордонному виборчому окрузі ВО «Свобода» посіло 4 місце і 2,28 % голосів.

| Автономна республіка, область, або місто державного значення | Прапор адм. одиниці | Місце в регіоні | Кількість голосів «за» партію, на Виборах до Верховної Ради України 2006 року | Відсоток голосів «за» | Місце в регіоні | Кількість голосів «за» партію, на Виборах до Верховної Ради України 2007 року | Відсоток голосів «за» | Місце в регіоні | Кількість голосів «за» Олега Тягнибока на виборах Президента 2010 | Відсоток голосів «за» | Кількість голосів «за» партію, на Виборах до Верховної Ради України 2012 року | Відсоток голосів «за» | Виграні мажоритарні округи |
| Автономна Республіка Крим                                    |                     | 34              | 532                                                                           | 0.05%                 | 16              | 827                                                                           | 0.09%                 | 11              | 2528                                                              | 0.25%                 | 7 637                                                                         | 1.04%                 | 0                          |
| Вінницька область                                            |                     | 23              | 1374                                                                          | 0.14%                 | 8               | 4120                                                                          | 0.47%                 | 9               | 11401                                                             | 1.26%                 | 67 024                                                                        | 8.40%                 | 0                          |
| Волинська область                                            |                     | 15              | 3347                                                                          | 0.55%                 | 7               | 8215                                                                          | 1.45%                 | 7               | 19472                                                             | 3.31%                 | 90 612                                                                        | 17.98%                | 0                          |
| Дніпропетровська область                                     |                     | 31              | 1853                                                                          | 0.10%                 | 11              | 4471                                                                          | 0.27%                 | 9               | 11657                                                             | 0.63%                 | 72 257                                                                        | 5.19%                 | 0                          |
| Донецька область                                             |                     | 34              | 835                                                                           | 0.03%                 | 13              | 2123                                                                          | 0.08%                 | 10              | 4706                                                              | 0.19%                 | 23 557                                                                        | 1.20%                 | 0                          |
| Житомирська область                                          |                     | 28              | 942                                                                           | 0.13%                 | 9               | 2566                                                                          | 0.39%                 | 8               | 6863                                                              | 0.99%                 | 44 188                                                                        | 7.47%                 | 0                          |
| Закарпатська область                                         |                     | 32              | 1 027                                                                         | 0.17%                 | 7               | 2670                                                                          | 0.54%                 | 11              | 5527                                                              | 1.02%                 | 39 160                                                                        | 8.35%                 | 0                          |
| Запорізька область                                           |                     | 33              | 609                                                                           | 0.06%                 | 12              | 1968                                                                          | 0.21%                 | 10              | 4870                                                              | 0.48%                 | 30 758                                                                        | 3.85%                 | 0                          |
| Івано-Франківська область                                    |                     | 7               | 10266                                                                         | 1.28%                 | 3               | 26792                                                                         | 3.41%                 | 5               | 38346                                                             | 4.95%                 | 222 013                                                                       | 33.79%                | 1                          |
| Київська область                                             |                     | 20              | 1904                                                                          | 0.19%                 | 7               | 6146                                                                          | 0.67%                 | 8               | 14783                                                             | 1.56%                 | 93 082                                                                        | 10.84%                | 0                          |
| Кіровоградська область                                       |                     | 27              | 728                                                                           | 0.13%                 | 11              | 1207                                                                          | 0.25%                 | 9               | 3959                                                              | 0.77%                 | 26 026                                                                        | 6.22%                 | 0                          |
| Луганська область                                            |                     | 33              | 429                                                                           | 0.03%                 | 15              | 798                                                                           | 0.06%                 | 10              | 2810                                                              | 0.21%                 | 13 203                                                                        | 1.29%                 | 0                          |
| Львівська область                                            |                     | 6               | 33829                                                                         | 2.23%                 | 4               | 45681                                                                         | 3.06%                 | 5               | 79011                                                             | 5.35%                 | 499 703                                                                       | 38.02%                | 4                          |
| Миколаївська область                                         |                     | 29              | 702                                                                           | 0.11%                 | 11              | 1137                                                                          | 0.20%                 | 9               | 3783                                                              | 0.62%                 | 20 356                                                                        | 4.30%                 | 0                          |
| Одеська область                                              |                     | 28              | 1338                                                                          | 0.12%                 | 13              | 1771                                                                          | 0.17%                 | 9               | 6119                                                              | 0.52%                 | 28 618                                                                        | 3.30%                 | 0                          |
| Полтавська область                                           |                     | 25              | 1 339                                                                         | 0.15%                 | 10              | 2 378                                                                         | 0.30%                 | 8               | 9779                                                              | 1.21%                 | 54 206                                                                        | 7.94%                 | 1                          |
| Рівненська область                                           |                     | 20              | 1439                                                                          | 0.22%                 | 7               | 6 680                                                                         | 1.12%                 | 7               | 16879                                                             | 2.70%                 | 87 444                                                                        | 16.63%                | 1                          |
| Сумська область                                              |                     | 23              | 903                                                                           | 0.13%                 | 11              | 1335                                                                          | 0.21%                 | 9               | 5016                                                              | 0.79%                 | 33 783                                                                        | 6.37%                 | 0                          |
| Тернопільська область                                        |                     | 7               | 13317                                                                         | 1.97%                 | 3               | 22886                                                                         | 3.44%                 | 5               | 31 659                                                            | 4.89%                 | 176 534                                                                       | 31.22%                | 2                          |
| Харківська область                                           |                     | 24              | 1556                                                                          | 0.10%                 | 12              | 2928                                                                          | 0.22%                 | 10              | 8361                                                              | 0.57%                 | 43 461                                                                        | 3.83%                 | 0                          |
| Херсонська область                                           |                     | 34              | 402                                                                           | 0.07%                 | 12              | 1010                                                                          | 0.20%                 | 9               | 4046                                                              | 0.75%                 | 20 255                                                                        | 4.71%                 | 0                          |
| Хмельницька область                                          |                     | 18              | 2457                                                                          | 0.31%                 | 7               | 3461                                                                          | 0.48%                 | 8               | 12726                                                             | 1.70%                 | 75 748                                                                        | 11.79%                | 1                          |
| Черкаська область                                            |                     | 18              | 1670                                                                          | 0.23%                 | 7               | 4851                                                                          | 0.73%                 | 9               | 8634                                                              | 1.26%                 | 59 414                                                                        | 9.48%                 | 0                          |
| Чернівецька область                                          |                     | 19              | 1903                                                                          | 0.41%                 | 7               | 3129                                                                          | 0.76%                 | 8               | 5167                                                              | 1.18%                 | 35 450                                                                        | 8.71%                 | 0                          |
| Чернігівська область                                         |                     | 29              | 743                                                                           | 0.11%                 | 11              | 1645                                                                          | 0.28%                 | 9               | 4887                                                              | 0.81%                 | 31 473                                                                        | 5.98%                 | 0                          |
| Київ                                                         |                     | 17              | 5490                                                                          | 0.37%                 | 7               | 17105                                                                         | 1.25%                 | 9               | 27635                                                             | 1.93%                 | 227 118                                                                       | 17.33%                | 2 (1)                      |
| Севастополь                                                  |                     | 35              | 105                                                                           | 0.05%                 | 16              | 170                                                                           | 0.09%                 | 11              | 603                                                               | 0.29%                 | 2 026                                                                         | 1.37%                 | 0                          |
| Закордонний виборчий округ                                   |                     | 9               | 295                                                                           | 0.85%                 | 4               | 590                                                                           | 2.28%                 | 6               | 1055                                                              | 3.29%                 | 4 827                                                                         | 23.63%                | —                          |
| Україна                                                      |                     | 18              | 91 321                                                                        | 0.36%                 | 8               | 178 660                                                                       | 0.76%                 | 8               | 352 282                                                           | 1.43%                 | 2 129 933                                                                     | 10,44%                | 13 (12)                    |

## Історія

### Соціал-національна партія України
Партія заснована 13 жовтня 1991 р. у Львові під назвою «Соціал-національна партія України» (СНПУ) представниками громадської організації ветеранів Афганістану, молодіжної організації «Спадщина» (під головуванням Андрія Парубія), Студентського Братства Львова (на чолі з Олегом Тягнибоком) та Варти Руху (під керівництвом Ярослава Андрушківа та Юрія Криворучка). Офіційна реєстрація Міністерством юстиції відбулася 16 жовтня 1995-го. Лідером партії став лікар-психіатр Ярослав Андрушків.

#### Ідеологія
Ідейна основа діяльності СНПУ — соціал-націоналізм. У статуті СНПУ метою діяльності партії зазначалося: «Сприяння розбудові незалежної Української Соборної Держави на засадах соціальної та національної справедливості, гармонійного поєднання інтересів суспільства й держави». Пріоритетним відповідно є побудова національної держави, де суб'єктом державності виступає автохтонна нація. Ідеологи СНПУ спиралися на праці ідеолога Організації Українських Націоналістів (ОУН) 1930-х рр. Миколи Сціборського, який розробив альтернативний демократії політичний режим націєкратії. У зовнішній політиці СНПУ орієнтувалася на створення «Великої України».[джерело?]
З самого початку своєї діяльності партія намагалася позиціювати себе як месіанський загальноєвропейський рух. 19 листопада 1995 р. під час своєї презентації у львівському театрі ім. Марії Заньковецької голова СНПУ Я. Андрушків заявив: «У зв'язку з перспективою масової деградації людей і цілих народів, ми є останньою надією білої раси і людства взагалі…».

Перший логотип партії (1991—2003), з літерами I та N.

#### Символіка
Емблемою партії була монограма «Ідея нації». Емблема СНПУ становить собою силует монограми в складі літер «І» та «N» — початкових літер слів девізу Соціал-Національної партії України «Ідея Нації». Форма написання літери «N» відповідає традиційному, давньоукраїнському стилю правопису. Монограма, як емблема СНПУ, утворюється шляхом переплетення вказаних літер, при чому, літера «і» вертикально і в центрі перетинає поперечний елемент літери «N». Монограма блакитного кольору зображувалася на партійних знаменах, чорного — на знаменах товариства сприяння Збройним Силам та Військово-Морському Флоту України «Патріот України» (молодіжне крило партії). Колір знамен в обох випадках був золотим.

#### Діяльність

Емблема «Свободи» — тризуб з пальців, один із символів РУХу часів Перебудови.

Протягом першої половини 1990-х рр. налагоджено друк партійної газети «Соціал-націоналіст», організовано постійну охорону загонами СНПУ кількох соборів Української Православної церкви Київського патріархату, створено Надзвичайний Комітет Порятунку Нації і Держави, яким було організовано цілий ряд пікетувань Верховної Ради України з приводу відвернення загрози втрати Україною Криму та Чорноморського флоту.
Восени 1993 р. для охорони акцій, організованих Надзвичайним Комітетом Порятунку Нації і Держави, СНПУ створює «народні охоронні загони», одягнені в чорну уніформу, щоб дистанціюватися від одягнених у камуфляж УНСОвців. 22-24 вересня 1993 р. «народні охоронні загони» влаштували акти масової непокори біля приміщення Верховної Ради України.
У 1994 р. на місцевих виборах у Львівській області СНПУ отримала 10 % голосів і представництво у Львівській обласній раді.
У виборах 1998 р. СНПУ взяла участь разом із ще однією ультрарадикальною партією «Державна самостійність України» у складі блоку «Менше слів».
Блок «Менше слів» отримав 0,17 % або 45 155 голосів і зайняв передостаннє, 29-те місце. Водночас СНПУ отримала першого народного депутата у своїх лавах. Колишній хірург Олег Тягнибок, член Ради Уповноважених СНПУ, переміг в мажоритарному окрузі.
Наприкінці 1999 р. керівництвом партії прийняте рішення про формування молодіжного крила у вигляді товариства сприяння Збройним Силам та Військово-Морському Флоту «Патріот України», яке очолив Андрій Парубій.
На парламентських виборах 2002 р. СНПУ висувала своїх кандидатів виключно в одномандатних округах. Депутатський мандат отримує тільки Олег Тягнибок.

### ВО «Свобода»
14 лютого 2004 р. на IX з'їзді СНПУ Головою партії обраний Олег Тягнибок. Партія змінює назву (відтепер вона має назву Всеукраїнське об'єднання «Свобода») та символіку («Ідею Нації» замінює спрощене зображення жесту «Тризуб-Воля» у формі кисті з трьома випростаними догори пальцями).
ВО «Свобода» підтримала «Помаранчеву революцію», було оприлюднено звернення до громадян, лідер об'єднання О.Тягнибок неодноразово виступав з трибуни Помаранчевого майдану. Проте пізніше свободівці неодноразово наголошували про зраду «помаранчевими» лідерами «ідеалів Майдану», зокрема, на думку О. Тягнибока «За гучними корупційними звинуваченнями та викривальними заявами приховувались внутрішні інтриги помаранчевого табору в боротьбі за владу. Ніхто не думав про українців… про їх щоденні потреби, про майбутнє їхніх дітей».

### 2007

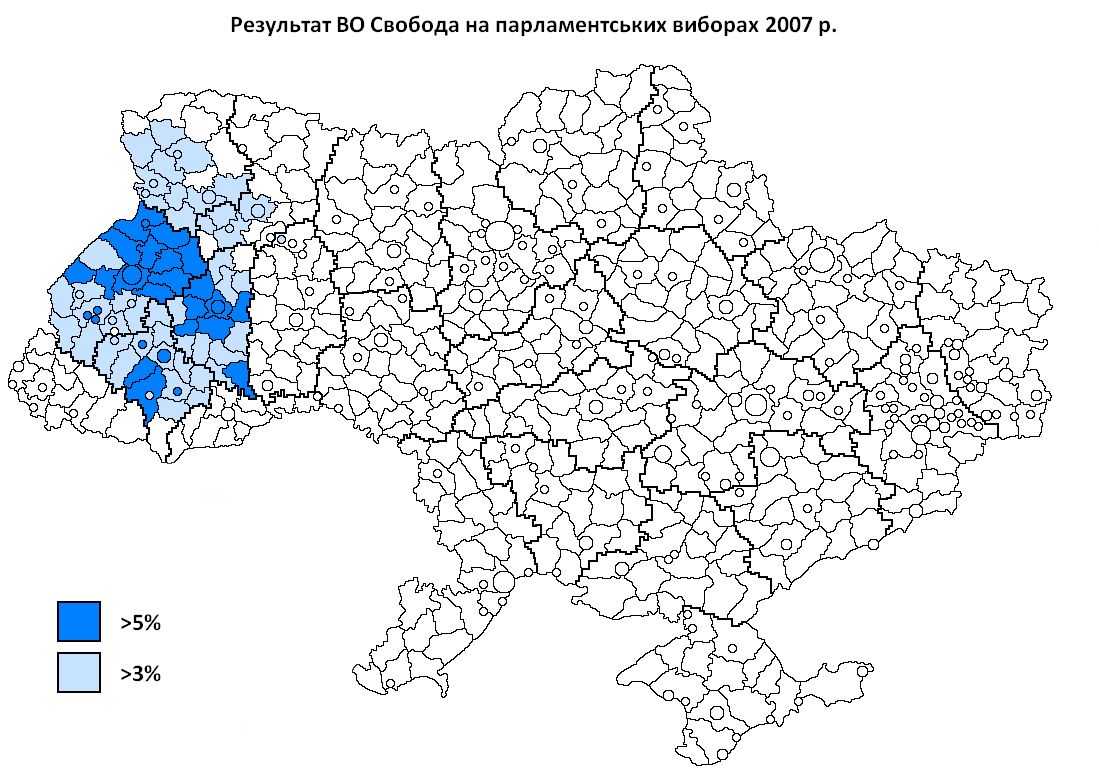
Райони та міста, у яких ВО «Свобода» подолала бар'єр 3 % на парламентських виборах 2007 р.

На парламентських виборах 2007 року ВО «Свобода» набрала 0,76 % голосів і до Парламенту не потрапила. Найбільшу підтримку (понад 3 %) «Свобода» отримала в Галичині, найменшу — у Криму та в Донбасі — близько 0,1 %. У Києві набрала 1,25 %.
Олег Тягнибок  ·  Юрій Іллєнко  ·  Ірина Фаріон  ·  Богдан Бенюк  ·  Олександр Сич

### 2008
Свободівці періодично організовують вуличні акції, не пов'язані безпосередньо з політикою. Наприклад, 29 березня 2008 р. за ініціативи свободівців у Києві пройшов Марш українського глядача
 під гаслом «Від кіна українською — до Українського кіна!», під час якого на Майдані незалежності демонстрували роботи молодих талановитих українських режисерів і виступав кінорежисер Юрій Іллєнко.
На виборах до Київради 2008 року ВО «Свобода», що йшла під гаслом «Стольному граду — українську владу!» набрала 2,08 %, випередивши блок НУНС (2,01 %), проте цього результату було недостатньо для проходження у Київраду.

### 2009

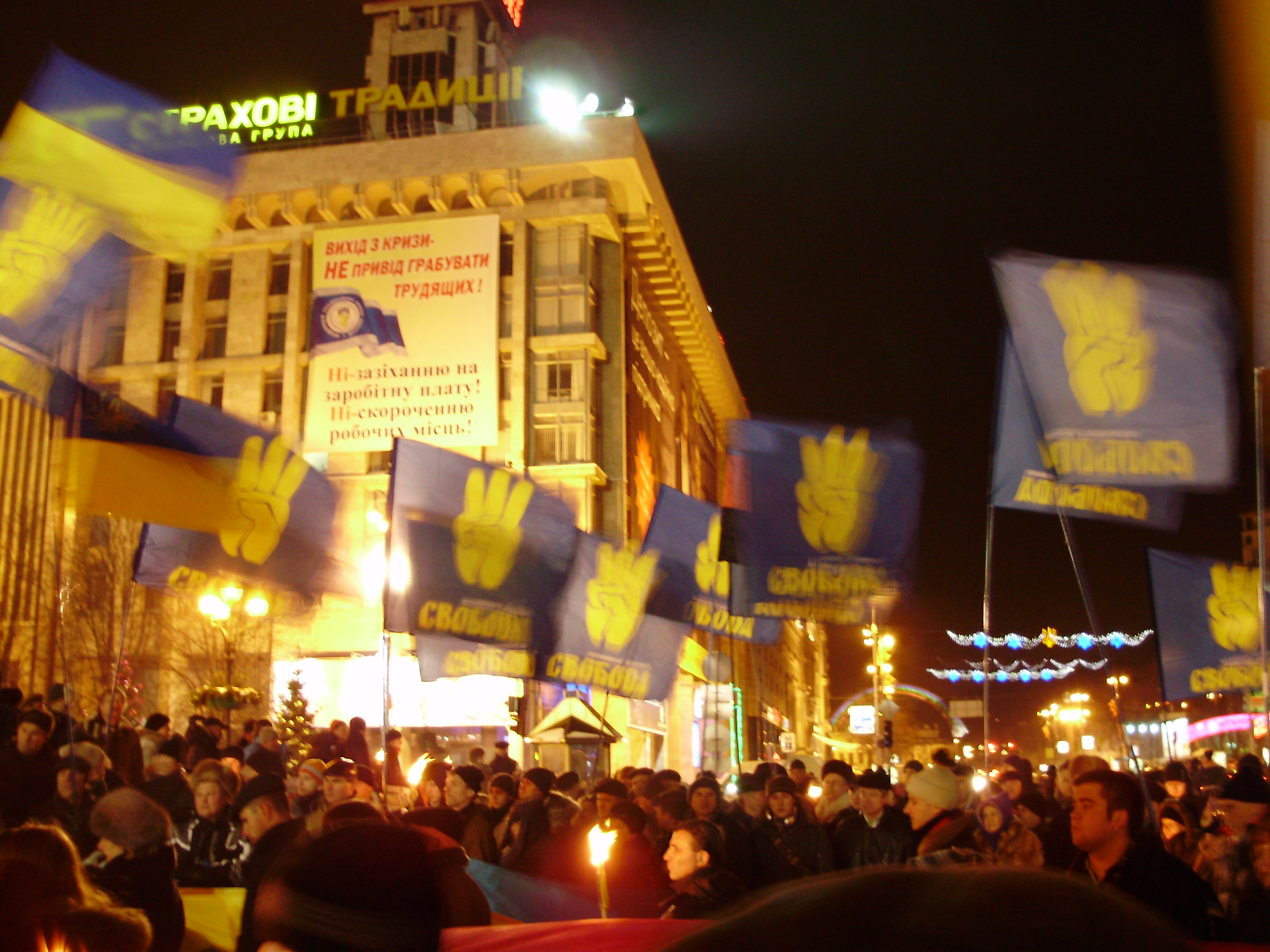
Мітинг з нагоди 100-річчя від дня народження С.Бандери у Києві, 1 січня 2009

За підсумками позачергових виборів до Тернопільської обласної ради, що відбулися 15 березня, «Свобода» отримала перше місце, здобувши 154 325 голосів «за» (34,69 %) і 50 із 120 місць в обласній раді. Уперше в історії партії вона посіла перше місце на виборах до якоїсь обласної ради.
У червні об'єднання ініціювало акцію «Геть алкоголь та тютюн з українських міст та сіл». Львівська, Тернопільська та Івано-Франківська міські ради ухвалили рішення про обмеження торгівлі алкоголем після 22 години.

### 2010
На початку року лідер партії, Олег Тягнибок, балотувався на пост Президента України. Він отримав підтримку 352 282 виборців (1,43 %).
31 жовтня партія перемогла на виборах до обласних рад Львівщини (41 депутат) та Івано-Франківщини (17 депутатів). Свободівці також пройшли до обласних рад на Буковині (4 представники), Волині (6), Київщині (5), Рівненщині (5) та Хмельниччині (4) і до районних, міських і селищних рад цих регіонів. «Свобода» отримала по 2 мандати в міських радах Житомира та Вінниці.
Мером Тернополя обраний Сергій Надал, проте у Львові та Івано-Франківську кандидати від партії не змогли перемогти чинних міських голів, Андрія Садового та Віктора Анушкевичуса, відповідно.
У кінці листопада рішення про саморозпуск прийняли Луганська міська й обласна організації ВО «Свобода».

### 2011
Члени ВО «Свобода» були співорганізаторами спроби зриву спільно зі СНА 28 лютого акції у рамках кампанії «Проти деградації освіти».
Широкого розголосу набули події у Львові під час відзначення Дня Перемоги 9 травня. Представники ВО «Свобода» були учасниками численних сутичок з представниками лівих організацій. У результаті постраждало щонайменше 14 осіб, а помічник депутата Львівської міської ради від «Свободи» Олег Ковпак отримав вогнепальне поранення.
У серпні політична сила ввійшла до складу Комітету опору диктатурі — політичного формування, що об'єднало партії, серед яких «За Україну!», «Громадянська позиція», Всеукраїнське об'єднання «Батьківщина», «Фронт Змін», Європейська партія України, Конгрес українських націоналістів, Народний Рух України, «Народна самооборона», «Пора» та громадські об'єднання «Зарваницька ініціатива», «Жінки за майбутнє» й інших заради недопущення політичних репресій і для захисту прав українських громадян.
7 листопада представники «Свободи» спробували зупинити ходу комуністів до Майдану Незалежності, закидавши їх яйцями.

### 2012

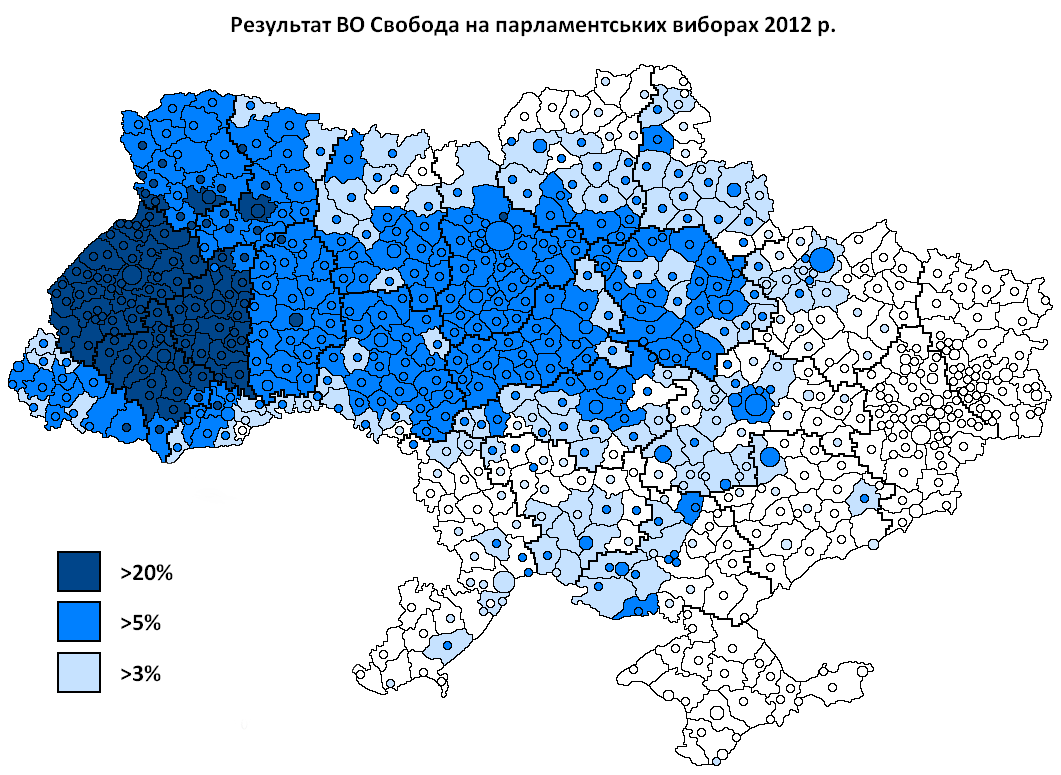
Райони та міста, у яких ВО «Свобода» подолала 5 % бар'єр на парламентських виборах 2012 р.

Активісти «Прямої дії» стверджують, що члени «Свободи» у лютому брали участь у нападі на активістів організації. Партія заперечила це на офіційному сайті.
26 липня ВО «Батьківщина» і ВО «Свобода» на спільній пресконференції повідомили, що йтимуть на вибори до Верховної Ради окремими партійними списками, а в кожному одномандатному виборчому окрузі виставлять єдиного узгодженого кандидата. Так, від «Батьківщини» в округах балотуватиметься 190 кандидатів у народні депутати, від «Свободи» — 35 кандидатів.
З нагоди 70-річчя створення Української повстанської армії 14 жовтня у парку імені Тараса Шевченка в центрі Києва відбувся мітинг всеукраїнського об'єднання, що зібрав кілька тисяч осіб. Згодом колона пройшла маршем по вулиці Володимирській до Софійської площі. Разом із націоналістами були вболівальники ФК «Динамо» (Київ) з банером «Свободу Павличенкам», протестуючи проти рішення суду в резонансній справі Павличенків.
На парламентських виборах 2012 року Всеукраїнське об'єднання «Свобода» отримало 10,44 % голосів виборців, що стало однією з найбільших несподіванок цих виборів. Традиційно найбільшу підтримку політична сила мала на Галичині: Львівщина — 38,02 % (1-е місце в області), Івано-Франківщина — 33,79 % (2-е місце), Тернопільщина — 31,22 % (2-е місце).
Через побоювання сутичок з націоналістами, зокрема зі «Свободи», 7 листопада комуністи вперше за кілька останніх років відмовилися від ходи Хрещатиком, а «свободівці», що зібралися на Майдані Незалежності були готові блокувати марш опонентів.
21 грудня в Одесі «Свобода» проводила мітинг перед міською радою проти перейменування вулиці Івана та Юрія Лип. Там само одеські підприємці протестували проти високих поборів і неправових дій на ринках «Привоз» і «7-й кілометр». Коли активісти, серед яких був депутат ВРУ Павло Кириленко, та підприємці спробували зайти до приміщення міськради, охорона застосувала сльозогінний газ та обливала людей водою на морозі. Одеські депутати назвали протестувальників «неофашистами».

### 2013
У той час як представники опозиції, зокрема ВО «Свобода», блокували трибуну Верховної Ради з вимогою запровадити персональне голосування народних депутатів, 7 лютого на сесії Львівської міської ради «свободівка» Ірина Шалаковська проголосувала замість свого колеги Івана Гринди. Наступного дня Шалаковська отримала сувору догану, також її знято з посади голови Личаківської районної організації Львівської міської організації «Свободи», а Гринда отримав догану за те, що залишив картку для голосування без нагляду. Голова фракції «Свобода» у Львівській міськраді депутат Маркіян Лопачак пообіцяв, що у майбутньому за такі вчинки будуть також виключати із партії.
14 березня в Києві прихильники «Свободи» зірвали презентацію книги про Йосипа Сталіна. У той же день ВО «Свобода» та ВО «Батьківщина» розпочали двомісячну акцію протесту Вставай, Україно!.

### 2014

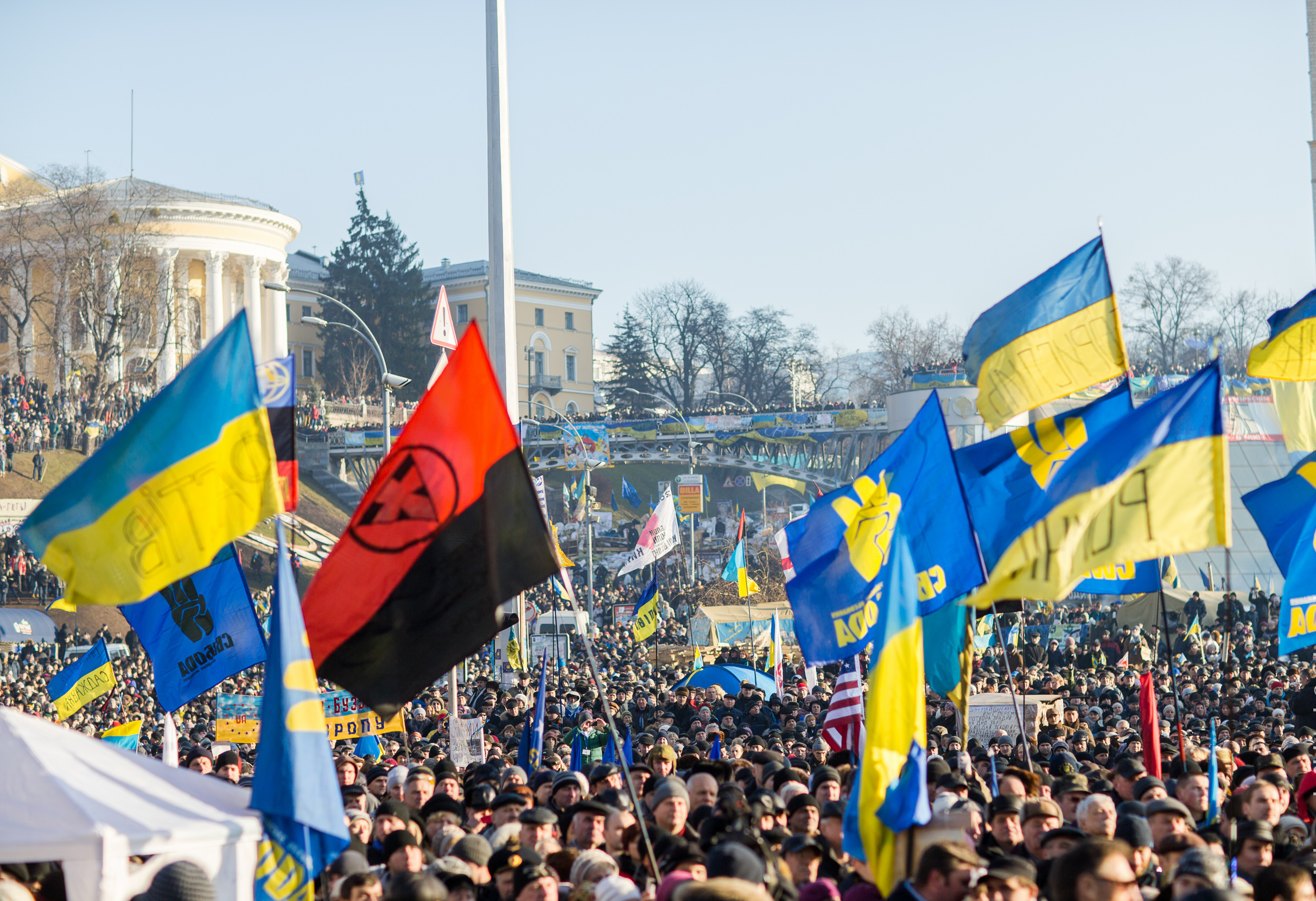
Антиурядові протести в Києві під час Євромайдану. 29 грудня 2013 р.

«Свобода» брала активну участь у Євромайдані. Після втечі Януковича та створення нової коаліції партія увійшла до більшості та отримала місця в уряді. Так, Ігор Тенюх очолив міністерство оборони, Ігор Швайка — міністерство аграрної політики та продовольства, Андрій Мохник — міністерство екології та природних ресурсів. Олег Махніцький став в.о. генерального прокурора.
2 березня 2014 Ірину Сех призначено головою Львівської обласної державної адміністрації. Після того, як упродовж 20 днів, як передбачено Конституцією, вона не склала мандат народного депутата, у квітні Люстраційний комітет Майдану Львівщини уповноважив свого представника звернутись із позовом до Окружного адміністративного суду міста Києва з приводу порушення Закону України «Про статус народного депутата України» Іриною Сех, яка суміщає депутатський мандат з посадою голови Львівської ОДА. Поведінка очільниці області спричинила у Львові мітинги та пікети з вимогою припинити суміщення посад.
Голова «Свободи» Олег Тягнибок брав участь у виборах Президента 25 травня 2014 року, отримавши підтримку 1,16 % виборців (210 476 голосів).
26 серпня 2014 року у Києві на вулиці Інститутській на Східний фронт урочисто проводжали свободівський батальйон спеціального призначення «Січ», який до цього пройшов двомісячну підготовку.
У вересні 2014 року партія Всеукраїнське об'єднання «Свобода» оприлюднила першу десятку виборчого списку на виборах до Верховної ради України:
1. Олег Тягнибок
2. Руслан Кошулинський
3. Олександр Сич
4. Богдан Бенюк
5. Олексій Миргородський
6. Анатолій Вітів
7. Олександр Мирний
8. Андрій Мохник
9. Олег Панькевич
10. Ігор Мірошниченко

У підсумку на позачергових виборах до Верховної ради 2014 року «Свобода» посіла сьоме місце за кількістю голосів виборців (742 022 голоси — 4,71 %) і, не подолавши 5-відсоткового бар'єру, не пройшла до Парламенту.

### 2015
Рішеннями проведеного в лютому 2015 XXX З'їзду ВО «Свобода» партія перевела роботу на внутрішній воєнний стан:
- Обрано заступника Голови ВО «Свобода» з воєнних питань (ним став Юрій Сиротюк, ексчлен комітету ВР з питань Національної безпеки й оборони).
- Створено комбатанське об'єднання «Легіон Свободи» з усіх свободівців, які в складі Збройних Сил України, Національної Гвардії, спецпідрозділів МВС та Добровольчих батальйонів беруть участь у війні з Росією. «Легіон Свободи» очолив командир «Карпатської Січі» Олег Куцин.
- Ухвалено рішення про створення загонів територіальної оборони народного резерву на базі місцевих осередків «Свободи» до району включно.
- За ухиляння без поважних причин від мобілізації — автоматичне виключення з лав об'єднання.
- Призначено відповідального за мобілізаційні питання у ВО «Свобода» (Володимир Стаюра).
- Призначено воєнного прес-секретаря ВО «Свобода» (Настя Сніжна).
- Половину членських внесків ВО «Свобода» переводитиметься у фонд допомоги постраждалим в україно-московській війні.

У вересні 2015 року начебто через масові заворушення біля Верховної Ради 31 серпня був заарештований заступник Голови ВО «Свобода» з воєнних питань Юрій Сиротюк, ексчлен комітету ВР з питань Національної безпеки й оборони), що було розцінено ВО «Свобода» як політичне переслідування.
14 вересня 2015 року на з'їзді партії вирішено взяти участь у місцевих виборах 25 жовтня 2015 року. Завдання «Свободи» на цих виборах — зупинити реванш олігархів і антиукраїнських сил", — заявив лідер партії Олег Тягнибок. Він повідомив, що «Свобода» візьме участь у місцевих виборах у всіх областях, де зареєстровані осередки партії. Також партія має намір висунути кандидатів у мери у всіх обласних центрах. Окрім того, присутні на з'їзді делегати прийняли рішення про призначення керівником виборчого штабу партії колишнього міністра екології та природних ресурсів Андрія Мохника.
Партія також розглядає можливість висунення членів партії «Правий сектор» від «Свободи» на місцевих виборах 25 жовтня. Про це в ході з'їзду партії, проведеного в Києві 14 вересня 2015 року, заявив лідер партії Олег Тягнибок. Присутні на з'їзді делегати оплесками відреагували на пропозицію Тягнибока. На думку Тягнибока, в нинішніх умовах політичним силам необхідно координувати свої зусилля.

### 2016
Марш Слави Героїв — традиційна святкова хода, яку організовує у Києві ВО «Свобода» для відзначення річниці створення Української Повстанської Армії. Марш пройшов 14 жовтня 2016 на свято Покрови Пресвятої Богородиці й був 12 за ліком. Перед початком ходи у столичному парку Шевченка на урочисте віче зібралося понад 20 тисяч учасників. Святковий марш був присвячений 84-ій річниці створення УПА, до свята Покрови та до Дня захисника України.

### 2017
Політичні сили "Всеукраїнське об'єднання «Свобода», «Національний корпус» і «Правий сектор» підписали «Національний маніфест» про об'єднання зусиль задля порятунку України.

### 2018
На традиційному Марші Слави Героїв, що відбувся 14 жовтня 2018 року, лідер ВО «Свобода» Олег Тягнибок заявив, що ставить свої особисті амбіції нижче інтересів нації, тому не балотуватиметься на посаду Президента України у 2019 році, натомість пропонує іншим націоналістичним силам розглянути кандидатуру голови Секретаріату ВО «Свобода» Руслана Кошулинського. Пізніше про свою підтримку Русланові Кошулинському заявили організації «Правий сектор», «Конгрес українських націоналістів», «Організація українських націоналістів», «С14», а також керівник руху «ДІЯ» та УДА Дмитро Ярош.

### 2019
31 березня 2019 року на виборах Президента кандидат від об'єднаних сил націоналістів, член ВО «Свобода» Руслан Кошулинський за підтримки партій «Правий сектор», «Конгрес українських націоналістів», «Організація українських націоналістів», «С14», керівника руху «ДІЯ» та УДА Дмитра Яроша набрав 1,62 % голосів.
На виборах народних депутатів 21 липня 2019 року виборчий список ВО «Свобода», куди увійшли представники партій «Національний корпус», «Правий сектор», «Конгрес українських націоналістів», ГО «Організація українських націоналістів», руху «ДІЯ» та УДА (керівник Дмитро Ярош), отримав 2,15 % голосів. Партія не подолала 5 % бар'єр, але отримала право на державне фінансування статутної діяльності. Натомість серед кандидатів-націоналістів в одномандатних округах перемогу здобула Оксана Савчук в ТВО № 83 (Івано-Франківськ).

### 2020
На місцевих виборах 2020 року ВО «Свобода» отримала 890 місць в обласних, районних, міських, селищних і сільських радах та радах районів у містах (2,09 % від загальної кількості), 50 з них  — в обласних радах (2,81 % від загальної кількості місць в обласних радах). Представників «Свободи» було обрано або переобрано мерами шістьох міст (Тернопіль, Івано-Франківськ, Калуш, Кам'янець-Подільський, Хмельницький, Конотоп).

## Співпраця
У 2000 році на запрошення СНПУ Україну відвідав голова Національного Фронту Франції Жан-Марі Ле Пен. Французькі праві радикали разом з членами «Патріоту України» проводять спільні військово-туристичні вишколи в Карпатах, які для французів на їх батьківщині були недоступними через законодавчу заборону. Протокол про співпрацю підписаний між Національним фронтом і ВО «Свобода» у 2009. 7 березня 2014 ВО «Свобода» закликала «Національний фронт» Франції не спотворювати інформацію про події в Україні, зокрема щодо російської інтервенції в Криму. В офіційному зверненні ВО «Свобода» оприлюднила глибоку стурбованість офіційною позицією «Національного фронту» щодо ситуації в Україні.
ВО «Свобода» співпрацює з Австрійськими націоналістами, зокрема з Австрійською Партією Свободи. Зокрема, на запрошення австрійської «Свободи», у листопаді 2008 року Відень відвідав лідер ВО «Свобода», Олег Тягнибок. Позиція стосовно подій в Україні, оприлюднена Австрійською Партією Свободи, викликала несприйняття ВО «Свобода», як така, що базується на хибній інформації.
23-24 квітня 2013 члени ВО «Свобода» Андрій Іллєнко і Тарас Осауленко відвідали Італію на запрошення італійської партії «Форца нова». На зустрічі обговорені питання співпраці та шляхи розвитку.
19 березня 2014 року опублікований лист Олега Тягнибока, згідно з яким «неможливе перебування Всеукраїнського об'єднання „Свобода“ як спостерігача в Альянсі європейських національних рухів» […] у зв'язку із несумісними заявами керівництва очолюваного Вами Альянсу щодо схвалення підтримки Росією сепаратистських сил у Криму та окупації частини української держави російською армією".

## Представництво в обласних радах та Київраді
| Обласна рада                   | Загальна кількість депутатів у раді | Кількість голосів «За» у відсотках | Депутатів від «Свободи» |
| ------------------------------ | ----------------------------------- | ---------------------------------- | ----------------------- |
| Вінницька обласна рада         | 84                                  | 6,9 %                              | 6                       |
| Волинська обласна рада         | 64                                  | 8,7 %                              | 7                       |
| Житомирська обласна рада       | 64                                  | 6,2 %                              | 5                       |
| Івано-Франківська обласна рада | 84                                  | 14,9 %                             | 16                      |
| Київська обласна рада          | 84                                  | 7,4 %                              | 7                       |
| Київська міська рада           | 120                                 | 7,7 %                              | 14                      |
| Кіровоградська обласна рада    | 64                                  | 5,14 %                             | 4                       |
| Львівська обласна рада         | 84                                  | 12,92 %                            | 12                      |
| Полтавська обласна рада        | 84                                  | 7,3 %                              | 7                       |
| Рівненська обласна рада        | 64                                  | 9,5 %                              | 8                       |
| Сумська обласна рада           | 64                                  | 5,7 %                              | 5                       |
| Тернопільська обласна рада     | 64                                  | 18,27 %                            | 13                      |
| Хмельницька обласна рада       | 84                                  | 10,18 %                            | 10                      |
| Черкаська обласна рада         | 84                                  | 7,51 %                             | 7                       |
| Чернівецька обласна рада       | 64                                  | 5,92 %                             | 4                       |

## Зміна рівня підтримки партії на виборах

### Вибори 1998 року
|                                                                   |  |  |  |
| Парламентські вибори: березень 1998 (у складі блоку «Менше слів») |  |  |  |

### Вибори 2006—2007 років
|                                     |  |                                                   |  |                                                               |  |
| Парламентські вибори: березень 2006 |  | Парламентські вибори: вересень 2007 (позачергові) |  | Парламентські вибори: вересень 2007 (позачергові, по округах) |  |

### Вибори 2010 року
|                                                   |  |                                                               |  |                                                       |  |
| Президентські вибори: січень 2010 (Олег Тягнибок) |  | Президентські вибори: січень 2010 (Олег Тягнибок, по округах) |  | Місцеві вибори: жовтень 2010 (вибори до обласних рад) |  |

### Вибори 2012 року
|                                                             |  |                                                             |  |
| Парламентські вибори: жовтень 2012 (за партійними списками) |  | Парламентські вибори: жовтень 2012 (за партійними списками) |  |

### Вибори 2014 року
|                                                    |  |                                                             |  |
| Президентські вибори: травень 2014 (Олег Тягнибок) |  | Парламентські вибори: жовтень 2014 (за партійними списками) |  |

## Висловлювання лідерів партії
У травні 2008 Ірина Фаріон, депутат Львівської обласної ради, в ефірі радіо «Ера FM» на запитання слухача про її ставлення до людей православної віри, парафіянам церкви Московського патріархату, заявила: «… структура, яка називає себе Московським патріархатом, нічого спільного не має з християнством…»
У травні 2009 року Ірина Фаріон, депутат Львівської обласної ради, виступаючи перед членами «Свободи», заявила: «Ще Степан Бандера зробив пророцтво про так звану газову трубу. Це єдине, що москалі ще не вкрали у нас. Це москалі вміють дуже добре: брехати і красти, красти і брехати, брехати і красти!».
Юрій Михальчишин на засіданні позачергової третьої сесії Львівської обласної ради шостого демократичного скликання біля пам'ятника Степанові Бандері заявив: «Наша бандерівська армія перейде Дніпро, перейде Донецьк і викине синьожопу банду з України. У нас у Львові є своя бандерівська червоно-чорна влада, і в Тернополі, і в Франківську… Той уряд, того Президента ми з вами не обирали. Тому це не є наша влада і зобов'язань перед нею ми не маємо жодних.»
У червні 2012 Ірина Фаріон в ефірі львівського телеканалу ZIK виступила проти прийняття законопроєкту про мови Колесніченка-Ківалова: «Якщо ми урівнюємо цю мову на деяких теренах і, зокрема, в Донецьку, з українською, ми урівнюємо у правах мову окупанта з мовою корінного населення»
У вересні 2012 депутат від партії «Свобода» Юрій Михальчишин в ефірі телеканалу ICTV, коментуючи відповідну поправку Європарламенту до останньої резолюції заявив, що заклик Європарламенту до демократичних сил України не співпрацювати з партією «Свобода» є заангажованим рішенням, яке побудоване на містифікаціях і совковій пропаганді. При цьому на зауваження про те, що Європарламент є політичним органом, Михальчишин заявив, що це «політичний колгосп».
У вересні 2013 депутат від ВО «Свобода» Андрій Іллєнко заявив, що «Свобода» — проєвропейська партія, підкресливши, що проти них в Європарламенті виступають депутати пов'язані з Партією Регіонів або Кремлем.
10 жовтня 2013 року депутат від ВО «Свобода» Олександр Мирний виступив проти введення розрахунків векселями під час розгляду в парламенті законопроєкту № 3358 "Про внесення зміни до статті 22 Закону України «Про Державний бюджет України на 2013 рік» (щодо реструктуризації фактичної бюджетної заборгованості шляхом видачі фінансових скарбничих векселів).

## Відомі члени партії
- Аронець Олександр Романович (1988) — український правник, політичний і громадський діяч, відомий блогер, відеострімер на Революції Гідності, член Політради ВО «Свобода».
- Багрянцева Олена Юріївна (1983) — поетеса, журналістка, раніше секретар міської ради м. Конотоп Сумської області (усунута голосуванням сесії КМР 28.08.2018).
- Барняк Тарас Михайлович (1975) — український дипломат. В.о. начальника Управління зі зв'язків зі світовим українством МЗС України, раніше генеральний консул України в м. Сан-Франциско (США).
- Бенюк Богдан Михайлович (1957) — український актор театру і кіно, Народний артист України (1996), заступник голови ВО «Свобода» з міжнародних питань, міністр культури й національної спадщини в Уряді національної альтернативи ВО «Свобода», депутат Київської міської ради, народний депутат України 7-го скликання.
- Бицюра Леонід Олексійович (1977) — заступник міського голови м. Тернопіль, раніше заступник голови Тернопільської ОДА, заступник міського голови м. Тернопіль.
- Бондарчук Олег Володимирович (1975) — керівник юридичної служби ВО «Свобода», депутат Київської міської ради, міністр правопорядку (МВС) в Уряді національної альтернативи ВО «Свобода», народний депутат України 7-го скликання.
- Бугайчук Віктор Михайлович (1957) — раніше голова Полтавської ОДА.
- Вітів Анатолій Миколайович (1960) — заступник голови ВО «Свобода» з питань партійної дисципліни, депутат Волинської обласної ради і керівник фракції, народний депутат України 7-го скликання.
- Галайко Богдан Миколайович (1984) — член Політради ВО «Свобода», директор Науково-дослідного інституту українознавства МОН України
- Гелевей Олег Іванович (1965) — голова КРК ВО «Свобода», приватний підприємець, депутат Київської міської ради, народний депутат України 7-го скликання.
- Головко Михайло Йосифович (1983) — народний депутат України 7-го і 8-го скликання.
- Зелик Руслан Богданович (1965) — керівник Інституту політичної освіти ВО «Свобода», міністр соціального захисту в Уряді національної альтернативи ВО «Свобода», народний депутат України 7-го скликання.
- Іллєнко Андрій Юрійович (1987) — заступник голови ВО «Свобода», народний депутат України 7-го і 8-го скликання, голова міжфракційного об'єднання ВО «Свобода» у ВРУ 8-го скликання, кандидат на посаду Київського міського голови у 2014 році.
- Іллєнко Михайло Герасимович (1947) — український кінорежисер.
- Іллєнко Пилип Юрійович (1977) — український актор, продюсер, голова Державного агентства України з питань кіно.
- Іллєнко Юрій Герасимович (1936 — † 2010) — народний артист України, кінорежисер, лауреат Національної премії України імені Тараса Шевченка, член Політради ВО «Свобода».
- Кайда Олексій Петрович (1971) — заступник голови ВО «Свобода» з воєнних питань, заступник міського голови м. Івано-Франківськ, раніше сержант ЗСУ, народний депутат України 7-го скликання, голова Тернопільської обласної ради 5-го скликання.
- Кізін Сидір Васильович (1975) — український адвокат, член Європейської бізнесової асоціації (EBA), член Українсько-американської асоціації адвокатів (UABA), депутат Житомирської обласної ради і керівник фракції, міністр справедливості (юстиції) в Уряді національної альтернативи ВО «Свобода», кандидат на посаду Житомирського міського голови у 2015 році, раніше голова Житомирської ОДА.
- Колодій Петро Несторович (1962) — раніше голова Львівської обласної ради 6-го скликання.
- Кошулинський Руслан Володимирович (1969) — депутат Львівської обласної ради, голова Секретаріату ВО «Свобода», керівник центрального виборчого штабу ВО «Свобода», раніше старший сержант ЗСУ, кандидат на посаду Президента України у 2019 році від об'єднаних сил націоналістів, кандидат на посаду Львівського міського голови у 2015 та 2020 роках, заступник голови Верховної Ради 7-го скликання.
- Кривецький Ігор Ігорович (1972) — заступник голови Всеукраїнського об'єднання «Свобода» — голова економічної ради, народний депутат України 7-го скликання.
- Куцин Олег Іванович (1964 — † 2022) — провідник комбатанського об'єднання свободівців «Легіон Свободи», раніше лейтенант ЗСУ (звільнений в запас), командир роти вогневої підтримки «Карпатська Січ» у складі 93-ї окремої механізованої бригади ЗСУ.
- Левченко Юрій Володимирович (1984) — експерт з питань економіки і фінансів, народний депутат України 8-го скликання, віцепрем'єр із питань економічної політики, міністр фінансів в Уряді національної альтернативи ВО «Свобода», раніше комендант Революційного Українського дому під час Революції Гідності, депутат Київської міської ради 6 скликання.
- Леонов Едуард Володимирович (1974) — заступник генерального директора Публічного акціонерного товариства "Державна акціонерна компанія «Національна мережа аукціонних центрів», лідер рок-гурту «Тавро», кандидат на посаду Ужгородського міського голови у 2015 році, народний депутат 7-го скликання.
- Лопачак Маркіян Романович (1980) — сержант ЗСУ, депутат Львівської міської ради і керівник фракції, народний депутат України 7-го скликання.
- Мартинюк Леонтій Святославович (1977) — заступник голови ВО «Свобода» з питань зв'язків з громадськістю, народний депутат України 7-го скликання.
- Марцінків Руслан Романович (1979) — міський голова м. Івано-Франківськ, народний депутат України 7-го скликання, раніше секретар міської ради м. Івано-Франківськ.
- Марченко Олександр Олександрович (1965) — народний депутат України 8-го скликання, раніше солдат у 72 ОМБр ЗСУ, кандидат на посаду Білоцерківського міського голови.
- Мірошниченко Ігор Михайлович (1976) — член Політради ВО «Свобода», приватний підприємець, депутат Київської міської ради, раніше спортивний журналіст, народний депутат України 7-го скликання.
- Міщенко Андрій Миколайович (1973) — керівник аналітичної служби ВО «Свобода», професійний спортсмен (гребля), кандидат на посаду Чернігівського міського голови та кандидат в депутати Верховної Ради України під час проміжних виборів по 205 мажоритарному округу у 2015 році, народний депутат України 7-го скликання.
- Мохник Андрій Володимирович (1972) — заступник голови ВО «Свобода» з питань депутатської діяльності, раніше міністр екології та природних ресурсів України, народний депутат України 7-го скликання.
- Надал Сергій Віталійович (1975) — міський голова м. Тернопіль, міністр інфраструктури та регіонального розвитку в Уряді національної альтернативи ВО «Свобода».
- Осуховський Олег Іванович (1985) — голова ГО «Національний люстраційний комітет» (ГО «Всеукраїнська люстрація»), очільник комітету люстрації в Уряді національної альтернативи ВО «Свобода», народний депутат України 7-го та 8-го скликання.
- Павлюк Василь Михайлович (1958) — генеральний консул України в місті Люблін (Польща), раніше секретар міської ради м. Львів.
- Панькевич Олег Ігорович (1972) — заступник голови ВО «Свобода» з питань національної пам'яті, депутат Львівської обласної ради і керівник фракції, народний депутат України 7-го скликання, раніше голова Львівської обласної ради 6-го скликання.
- Сабій Ігор Михайлович (1976) — депутат Київської обласної ради і керівник фракції, міністр розвитку сільського господарства в Уряді національної альтернативи ВО «Свобода», переслідуваний режимом Порошенка[джерело?], народний депутат України 7-го скликання.
- Савчук Оксана Василівна (1983) — народний депутат 9-го скликання, раніше секретар міської ради м. Івано-Франківськ.
- Семеніхін Артем Юрійович (1982) — лейтенант ЗСУ, командир взводу у 92 ОМБр, міський голова м. Конотоп Сумської області, раніше приватний підприємець.
- Сех Ірина Ігорівна (1970) — приватна підприємиця, голова Об'єднання українок «Яворина», міністр екології в Уряді національної альтернативи ВО «Свобода», раніше голова Львівської ОДА, народний депутат України 7-го скликання та голова Комітету Верховної Ради України з питань екологічної політики, природокористування та ліквідації наслідків Чорнобильської катастрофи.
- Симчишин Олександр Сергійович (1980) — міський голова м. Хмельницький, раніше заступник голови Хмельницької ОДА.
- Сиротюк Олег Мирославович (1978) — депутат Тернопільської обласної ради і керівник фракції, раніше голова Тернопільської ОДА, народний депутат України 7-го скликання.
- Сиротюк Юрій Миколайович (1976) — експерт з питань національної безпеки й оборони, заступник голови ВО «Свобода» з питань політичної освіти, директор Недержавного аналітичного центру «Українські студії стратегічних досліджень», доброволець ОДЧ «Карпатська Січ», депутат Київської міської ради і керівник фракції, народний депутат України 7-го скликання, політв'язень режиму Порошенка.
- Ситник Йосиф Степанович (1972) — кандидат економічних наук, міністр економіки в Уряді національної альтернативи ВО «Свобода», раніше перший заступник голови Львівської ОДА.
- Сич Олександр Максимович (1964) — кандидат історичних наук, голова Івано-Франківської обласної ради 5-го та 6-го скликання, заступник голови ВО «Свобода» з ідеологічних питань, голова уряду в Уряді національної альтернативи ВО «Свобода», раніше віцепрем'єр міністр України з гуманітарних питань, народний депутат України 7-го скликання.
- Скрипничук Василь Михайлович (1958 — † 2019) — доброволець ОДЧ «Карпатська Січ», депутат Івано-Франківської обласної ради, раніше голова Івано-Франківської обласної ради 5-го скликання.
- Степанченко Ігор Олегович (1991) — раніше заступник міського голови м. Конотоп Сумської області (усунутий голосуванням сесії КМР 28.08.2018).
- Тенюх Ігор Йосипович (1958) — український флотоводець, адмірал у відставці, член Політради ВО «Свобода», депутат Львівської обласної ради, віцепрем'єр-міністр із питань національного захисту, міністр національної оборони в Уряді національної альтернативи ВО «Свобода», раніше командувач ВМС України, в.о.міністра оборони України.
- Фаріон Ірина Дмитрівна (1964 — † 2024) — український мовознавець і політик, доктор філологічних наук, професор НУ «Львівська політехніка», народний депутат України 7-го скликання.
- Федорович Наталія Володимирівна (1972) — директор Департаменту сімейної, гендерної політики та протидії торгівлі людьми Міністерства соціальної політики України, раніше заступник міністра соціальної політики України.
- Хомінець Василь Петрович (1973) — раніше голова Тернопільської обласної ради 5-го скликання.
- Черняков Валерій Вікторович (1966) — раніше голова Держлісагентства, народний депутат України 7-го скликання.
- Чорна Галина Михайлівна (1967) — головний редактор газети "Всеукраїнське об'єднання «Свобода», народний депутат України 7-го скликання.
- Швайка Ігор Олександрович (1976) — юрист, кандидат на посаду Харківського міського голови у 2015 році, переслідуваний режимом Порошенка[джерело?], раніше міністр аграрної політики України, кандидат в депутати Верховної Ради України під час проміжних виборів по 114 мажоритарному округу у 2016 році, народний депутат України 7-го скликання.
- Шевченко Олександр Оксеньтійович (1937 — † 2016) — український вчений-правознавець, доктор юридичних наук, професор кафедри історії права і держави КНУ ім. Тараса Шевченка, автор свободівського проєкту Національної Конституції України, народний депутат України 7-го скликання.
- Янків Ігор Тарасович (1971) — кандидат наук з фізичного виховання та спорту (шахи), голова партійного суду ВО «Свобода», міністр молоді та спорту в Уряді національної альтернативи ВО «Свобода», народний депутат України 7-го скликання.

## Цікаві факти

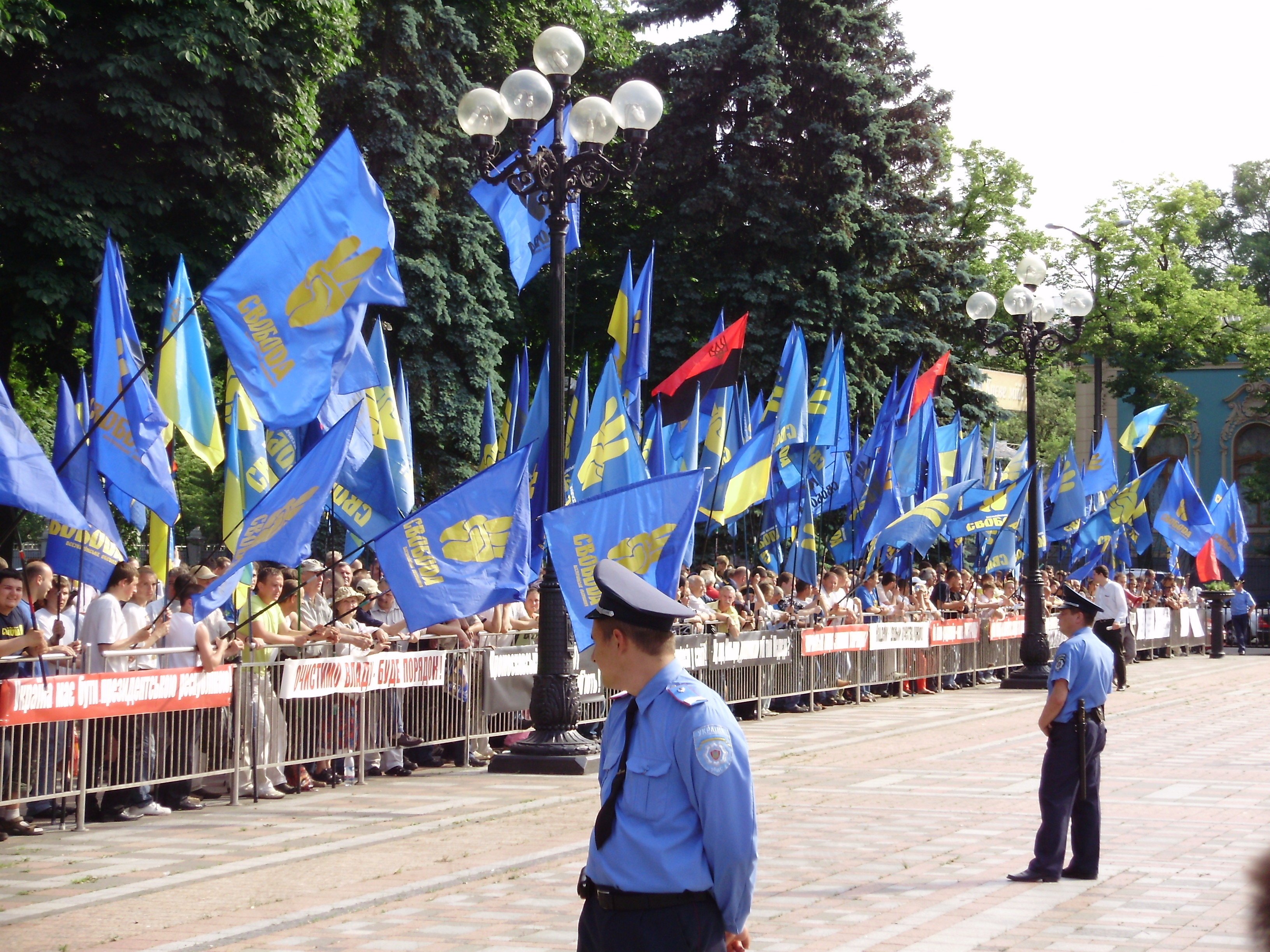
Мітинг з вимогами проведення нових виборів до ВРУ. (Київ, 9 червня 2009)

- Обидва керівники СНПУ (Ярослав Андрушків, Олег Тягнибок) мали вищу медичну освіту.
- Парламентські вибори 2012 р. У селах Соколя, Крив'яки, Зубриця Львівської області ВО «Свобода» набрала 87 %, 74 % і 71 % голосів відповідно, посіла 1 місце по закордонному виборчому округу (23,63 %; найвищий результат у Чикаго (США) з 73,35 %).[138]. Майже в усіх областях партія показала вдесятеро вищий результат, ніж на виборах 2007 р. (рекордсменами є Сумська (у 30,33 раза), Полтавська (у 26,47 раза), Кіровоградська (у 24,88 раза).
- Варто зазначити, що на виборах 2012 року «Свобода» набрала по Україні 10,44 % — це умовно-символьне позначення українських націоналістів 10/44 (10 заповідей та 44 правила українського націоналіста) на зразок міжнародного 14/88 Девіда Лейна.

### Офіційні та підтримка
- Офіційний сайт
- Офіційний сайт Олега Тягнибока [Архівовано 19 вересня 2007 у Wayback Machine.]
- Форум на офіційному сайті ВО «Свобода» [Архівовано 13 жовтня 2007 у Wayback Machine.]
- Карта підтримки ВО Свобода на парламентських виборах 2012 по дільницях [Архівовано 9 листопада 2012 у Wayback Machine.]
- ВО «Свобода»: нові горизонти. Кольорові карти з результатами ВО «Свобода» на виборах з 2006 по 2010 рр. [Архівовано 24 березня 2011 у Wayback Machine.]
- 20 років вірності,20 років боротьби [Архівовано 24 червня 2014 у Wayback Machine.].

### Аналіз
- Соціологічні дослідження Центру Разумкова, пов'язані з ВО «Свобода»[недоступне посилання з червня 2019].
- Сергій Грабовський. ВО «Свобода»: скільки ще рости до справжніх націоналістів? [Архівовано 15 червня 2013 у Wayback Machine.] // Радіо Свобода, 13 червня 2013

### Критика
- Опонентів наказано знищити — 3, або Купив собі трохи «Свободи»
- Неякісний націоналізм [Архівовано 11 грудня 2011 у Wayback Machine.]
- ВО «Свобода»: є певні запитання [Архівовано 3 грудня 2012 у Wayback Machine.]
- Навіщо потрібна Свобода — ВО Свобода [Архівовано 19 квітня 2012 у Wayback Machine.]
- Opposition Blues in Ukraine [Архівовано 16 жовтня 2012 у Wayback Machine.] (англ.)
- ВО «Свобода» в парламенте: Моделирование рисков (рос.)
- Критика ВО «Свобода». Аналитика [Архівовано 10 вересня 2012 у Wayback Machine.] (рос.)
- Партия «Свобода»: «Арийцы» на марше. Часть первая [Архівовано 14 січня 2014 у Wayback Machine.] (рос.)
- Праворадикальная партийная политика в постсоветской Украине и загадка электоральной маргинальности украинских ультранационалистов в 1994—2009 гг. (рос.)